# Bence Boldizs
Bence Boldizs (6 juni 1997) is een Hongaars autocoureur.

## Carrière
Boldizs begon zijn autosportcarrière in de Europese Suzuki Swift Cup. Hij reed in drie van de vijftien races en eindigde het kampioenschap als 28e. Vervolgens reed hij drie seizoenen in de Hankook Racer Cup in een Suzuki Swift S1600. In 2015 werd hij negende in het klassement, terwijl hij in 2016 en 2017 tweede werd. In 2018 reed hij geen races, voordat hij in 2019 de overstap maakte naar het rallycross. Hierin reed hij voor het George Racing Team in het Hongaarse rallycrosskampioenschap in een Suzuki Swift S1600 en werd tweede in het eindklassement.
In 2020 maakte Boldizs zijn debuut in de World Touring Car Cup, waarin hij voor het team Zengő Motorsport Services KFT in een Cupra León Competición TCR reed. Hij kende een redelijk debuutseizoen en stond in zijn thuisrace op de Hungaroring op pole position. In de race werd hij uiteindelijk zesde, wat zijn beste klassering van het jaar zou blijven. Met 35 punten werd hij achttiende in het kampioenschap. Hij kwam tevens in aanmerking voor de rookieklasse, waarin hij met twee zeges op de Slovakiaring en de Hungaroring en 236 punten derde werd achter Gilles Magnus en Luca Engstler. Verder kwam hij uit in de Trophy-klasse, bedoeld voor coureurs zonder fabriekssteun, waar hij twee podiumfinishes behaalde op de Hungaroring en het Motorland Aragón. Met 28 punten werd hij vijfde in deze klasse.